# Francesco I del Balzo
Francesco I del Balzo (1332 circa – 1420 o 1422) è stato il 1º duca di Andria, conte di Montescaglioso, di Squillace e Teano. Importantissimo feudatario del regno di Napoli, entrò in conflitto con la regina Giovanna I.

## Biografia
Era il figlio di Bertrando III del Balzo, Conte di Andria e di Montescaglioso, e della sua seconda moglie, Margherita d'Aulnay: il padre di Francesco era un senatore di Roma, capitano generale della Toscana e Giustiziere di Napoli.
La famiglia Del Balzo era una delle più grandi famiglie del Regno di Napoli e ancor più dopo il matrimonio del duca Francesco con Margherita, figlia di Filippo I di Taranto nel 1347: un fratello di Margherita, il principe Luigi, aveva sposato nel 1346 la regina Giovanna I di Napoli, come il suo secondo marito, ed era diventato re di Napoli. 
Francesco fu creato Duca di Andria e fu il primo nobile ad essere elevato alla ducale dignità nel Regno: Andria era stato un feudo reale che il padre del Duca aveva ricevuto in dote dalla prima moglie Beatrice d'Angiò. 
Quando, nel gennaio del 1348, Giovanna, sotto l'incalzare dell'esercito di Luigi d'Angiò, abbandonò Napoli per fuggire in Provenza, Francesco fu nominato governatore della città, che, tuttavia, cadde subito nelle mani dei francesi.
Dal 1367 si pose in contrasto con il cognato, Filippo, principe di Taranto, tanto da provocare la venuta in Puglia della compagnia di Ambrogio Visconti, che arrecò gravi danni alla regione.
Alla morte di Filippo di Taranto nel 1373, Margherita e Francesco pretesero per se stessi e per il loro figlio, Giacomo, i titoli di Taranto e delle terre greche di Filippo (principalmente il Principato d'Acaia e i suoi territori dipendenti). La pretesa di Margherita fu sostenuta da papa Gregorio XI, legato ai Del Balzo da vincoli di parentela. La regina Giovanna, però, decise di esercitare il dominio diretto sui possedimenti greci di Taranto e poi di annientare la famiglia Del Balzo spogliando Francesco di tutte le sue terre e titoli. Questa azione portò a una guerra civile tra la regina e la famiglia del Balzo.
Francesco abbandonò i possedimenti pugliesi e si ridusse a Teano; asseaiato dalle truppe regie, capitolò il 10 dicembre 1373. Rifugiatosi a Montescaglioso, fu raggiunto nell'aprile 1374 dalla condanna regia di lesa maestà e ribellione, nonostante i tentativi di riavvicinamento con la corte condotti da papa Gregorio XI. Si recò quindi ad Avignone dove fu confortato dal papa, ricostituì un esercito e scese nel Regno: riprese Teano, conquistò Capua e Aversa: quando già avanzava minaccioso verso Napoli, ebbe un colloquio con Raimondo Del Balzo che lo convinse a desistere dall'impresa assurda, anche perché la moglie Margherita era nelle mani della regina Giovanna.
Dopo alcuni anni trascorsi nell'ombra, si perdono delle tracce di Francesco del Balzo, già avanti negli anni e caduto in disgrazia: probabilmente tramò per l'arrivo sul trono di Napoli del nuovo sovrano Carlo. Infatti nel 1381 il del Balzo poté rientrare in possesso della maggior parte dei suoi feudi e si imparentò con il re, facendo sposare il figlio Giacomo con Agnese d'Angiò Durazzo, cognata del sovrano.
Francesco Del Balzo sopravvisse a quasi tutti i suoi figli e si spense novantenne, in un luogo imprecisato.

## Matrimoni e discendenza
Francesco si sposò tre volte:
- nel 1337, sposò Luisa di San Severino, figlia di Tommaso III di San Severino, conte di Marsico; non ebbero alcun figlio.
- nel 1348, sposò in seconde nozze Margherita di Taranto, figlia di Filippo I, principe di Taranto e dalla sua seconda moglie, Caterina di Valois, imperatrice titolare latino di Costantinopoli. È morta nel settembre 1380 in prigionia. Ebbero due figli:
  - Giacomo del Balzo, principe d'Acaia e l'ultimo imperatore titolare latino di Costantinopoli.
  - Antonia del Balzo (1355-1374), regina consorte di Federico III, re di Sicilia.
- nel 1381, sposò in terze nozze Sveva Orsini, da cui ebbe;
  - Guglielmo, erede dei possedimenti paterni.
  - Bianchino (diseredato, in quanto "uomo di mala vita").
  - Margherita (1394 - 1469), andata sposa a Pietro I di Lussemburgo-Saint Pol